# Скржинская, Елена Чеславовна
Елена Чеславовна Скржи́нская (24 апреля 1894 (1897?), Санкт-Петербург — 2 апреля 1981 года, Ленинград) — советский историк-медиевист и филолог. Доктор исторических наук (1961).

## Жизнь и творчество
Родилась в семье инженера-электрика польского происхождения: фамилия Skrzyńska принадлежит дворянам.
В 1912 году поступила на историко-филологический факультет Санкт-Петербургских женских курсов (Бестужевка). Училась у таких выдающихся российских учёных, как М. И. Ростовцев, Л. П. Карсавин, И. М. Гревс. Большое влияние на её становление как историка оказала О. А. Добиаш-Рождественская.
После окончания в 1919 году Петроградского университета работала в Государственной академии истории материальной культуры (ГАИМК), в том числе и под руководством академика Н. Я. Марра; занималась исследованием надписей, оставленных итальянцами в средневековом Крыму.
В 1930 году была уволена из ГАИМК — за посещение церковных служб и поддержку Л. П. Карсавина. Затем некоторое время перебивалась случайными заработками, а также публиковала свои работы в зарубежных исторических изданиях.
Перед Великой Отечественной войной Скржинская — доцент Ленинградского университета, где преподавала латинскую палеографию.
В 1943—1953 годах работала в Московском и Ленинградском отделениях Института истории материальной культуры. В 1953 году была уволена «в связи с уходом на пенсию». В 1956 году Е. Ч. Скржинская устроилась в ЛОИИ АН СССР, где проработала до 1970 года. Это время можно считать наиболее плодотворным в её научной деятельности.
Е. Ч. Скржинская занималась исследованиями по древней и средневековой истории Крыма (в том числе генуэзских и венецианских колоний на его побережье), историей средневековой Италии, развитием ремёсел, военного и горного дела в Европе Средних веков. Работы Скржинской посвящены также связям средневековой Руси с Европой, этногенезу половцев, путешествиям итальянцев в Восточную Европу XV столетия (в частности, Иосафата Барбаро и Амброджо Контарини). Большой заслугой исследовательницы явились перевод и публикация на русском языке труда Иордана «О происхождении и деяниях гетов», вышедшие в 1960 году с подробными комментариями Скржинской. Это издание стало её докторской диссертацией
Дочь — М. В. Скржинская (1939 г. р.), супруга украинского историка Н. Ф. Котляра.

## Основные работы
- Генуэзцы в Константинополе в XIV веке // Византийский временник, I, 1947.
- Петрарка о генуэзцах на Леванте // Византийский временник, II, 1949.
- «История» Олимпиодора (перевод, статья, примечания и указания Е. Ч. Скржинской) // Византийский временник, VIII, 1956.
- О склавинах и антах, о Мурсианском озере и городе Новиетуне (из комментариев к Иордану) // Византийский временник, XII, 1957.
- Иордан. О происхождении и деяниях гетов" (вступительная статья, перевод и комментарии Е. Ч. Скржинской). М., 1960.
- Греческая надпись из Тмуторокани // Византийский временник, XVIII, 1961.
- Половцы. Опыт исторического истолкования этникона // Византийский временник, 46, 1987.
- Русь, Италия и Византия в Средневековье / Е. Ч. Скржинская; подгот. текста к печати М. В. Скржинская, Н. Ф. Котляр; вступ. ст. Н. Ф. Котляр. — СПб.: Алетейя, 2000. — 288 с. — (Византийская библиотека. Исследования). — ISBN 5-89329-209-X.
- Судакская крепость. История-археология-эпиграфика. Киев—Судак—Санкт-Петербург, 2006.